# Yadaly Diaby
Yadaly Diaby (* 9. August 2000) ist ein guineisch-französischer Fußballspieler, der aktuell als Leihspieler von Clermont Foot beim SC Austria Lustenau unter Vertrag steht.

## Karriere

### Verein
Diaby begann seine fußballerische Ausbildung beim Andrézieux-Bouthéon FC, wo er bis 2019 nur in der Jugend spielte. 2019/20 spielte er siebenmal in der National 2, wo er einmal traf. In der Folgesaison spielte er wettbewerbsübergreifend elfmal und schoss ein Tor. Im August 2021 wechselte er in die Ligue 1 zu Clermont Foot. Bei seinem Debüt am 1. Dezember 2021 (16. Spieltag) sah er gegen den RC Lens nach Einwechslung die rote Karte. Bis zum Ende der Saison 2021/22 kam er zu fünf Einsätzen in der höchsten französischen Spielklasse.
Im August 2022 wurde er an den österreichischen Bundesligisten SC Austria Lustenau verliehen. Bis Saisonende kam er zu 22 Einsätzen in der Bundesliga, in denen er viermal traf. Im Juli 2023 wurde der Leihvertrag dann um eine weitere Spielzeit verlängert. In der Saison 2023/24 absolvierte er 28 Bundesligapartien, in denen er fünfmal traf. Mit der Austria stieg er aber aus dem Oberhaus ab.

### Nationalmannschaft
Der gebürtige Franzose Diaby debütierte im März 2023 in der Afrika-Cup-Qualifikation gegen Äthiopien für die guineische Nationalmannschaft.